# 레드속스 마나와투 SC
레드속스 마나와투 SC(Red Sox Manawatu Sports Club)는 뉴질랜드 파머스턴노스에 있는 축구단 및 네트볼 클럽이다.
이 구단은 남자, 여자, 유소년 축구팀과 여자 네트볼 팀을 보유하고 있다.
리버사이드 레드속스는 레드속스 마나와투에 소속되어 있으며 유소년 축구를 담당한다.